# جایزه بزرگ پرتغال
جایزه بزرگ پرتغال (به انگلیسی: ‎Portuguese Grand Prix‎) (پرتغالی: Grande Prémio de Portugal) یک گراند پری از سری مسابقات قهرمانی جهان فرمول یک بود که در سال‌های ۱۹۵۱ تا ۱۹۶۰ در پیست اتومبیل‌رانی استوریل واقع در نزدیکی لیسبون، پرتغال برگزار می‌شد. پر افتخارترین راننده در این گراند پری نایجل منسل بوده‌است که در مجموع ۳ بار پیروز این مسابقه شده‌است. همچنین در میان سازندگان نیز فراری با ۷ بار پیروزی در این گراند پری، تاکنون پر‌افتخارترین سازنده در پرتغال بوده‌است.

## تاریخچه

### پرتیمائو (۲۰۲۰–۲۱)
جایزه بزرگ پرتغال برای فصل ۲۰۲۰ به تقویم بازگشت، اما این بار در پیست بین‌المللی الگاروه در پرتیمائو، به این مسابقات کمک کرد تا تقویم خود را با توجه به لغو سایر مسابقات به دلیل بیماری همه گیر COVID-19، پر کند. این مسابقه در ۲۵ اکتبر ۲۰۲۰ برگزار شد و اولین جایزه بزرگ برای پیست جدید بود. در این مسابقه لوئیز همیلتون موفق به کسب ۹۲امین برد بزرگ خود شد و از رکورد قبلی مایکل شوماخر در فرمول یک عبور کند. این پیست همچنین قرار است در تقویم موقت سال ۲۰۲۱ فرمول یک قرار گرفته‌است.

## برندگان

### برندگان تکراری (رانندگان)
| برندگان | راننده        | سال برنده شدن    |
| ------- | ------------- | ---------------- |
| ۳       | آلن پروست     | ۱۹۸۴، ۱۹۸۷، ۱۹۸۸ |
| ۳       | نایجل منسل    | ۱۹۸۶، ۱۹۹۰، ۱۹۹۲ |
| ۲       | استیرلینگ ماس | ۱۹۵۸، ۱۹۵۹       |
| ۲       | لوئیس همیلتون | ۲۰۲۰، ۲۰۲۱       |

### برندگان تکراری (سازندگان)
تیم‌های پررنگ در فصل جاری در مسابقات قهرمانی فرمول یک شرکت می‌کنند.
پس زمینه صورتی نشان دهنده رویدادی است که بخشی از مسابقات جهانی فرمول یک نبوده‌است.
| برندگان | سازندگان | سال برنده شدن                            |
| ------- | -------- | ---------------------------------------- |
| ۷       | فراری    | ۱۹۵۱، ۱۹۵۲، ۱۹۵۳، ۱۹۵۴، ۱۹۶۴، ۱۹۸۹، ۱۹۹۰ |
| ۶       | ویلیامز  | ۱۹۸۶، ۱۹۹۰، ۱۹۹۱، ۱۹۹۲، ۱۹۹۴، ۱۹۹۵، ۱۹۹۶ |
| ۳       | کوپر     | ۱۹۵۹، ۱۹۶۰، ۱۹۶۵                         |
| ۳       | مک‌لارن   | ۱۹۸۴، ۱۹۸۷، ۱۹۸۸                         |
| ۲       | مرسدس    | ۲۰۲۰، ۲۰۲۱                               |